# Rough
Rough (с англ. — «Грубый») — третий сольный студийный альбом американской певицы Тины Тёрнер. Это первый альбом, записанный без какого либо участия бывшего мужа Тины Айка Тёрнера. После развода артистка осталась практически без средств к существованию, последние деньги были затрачены на выпуск пластинки. Однако альбом продавался без особого успеха.
Альбом отличался сильным рок-звучанием, чем обозначил уход от фанковского ритм-н-блюза времён работы с Айком, продемонстрировав то направление, по которому дальше хотела бы продвигаться сама Тина.
В рамках раскрутки пластинки в марте 1979 года певица провела небольшое турне по территории Великобритании. Выступления прошли с 11 по 19 марта в шести городах. Британская пресса с восторгом отзывалась о качестве шоу и недоумевала о причинах низких продаж сольных работ Тёрнер. Представление в лондонском Hammersmith Apollo было снято компанией VCL на видео. Из полученного материала был смонтирован получасовой видеофильм, поступивший в продажу уже в мае 1979 года. Видеоальбом был реализован в форматах VHS, Beta и VCR под названием At the Apollo. Режиссёром выступил Стив Тёрнер, продюсером стал Карл Фишер.

## Список композиций
| №  | Название                       | Автор(ы)                           | Длительность |
| -- | ------------------------------ | ---------------------------------- | ------------ |
| 1. | «Fruits of the Night»          | Пит Белотт, Эдо Занки, Вилко Занки | 4:05         |
| 2. | «The Bitch Is Back»            | Элтон Джон, Берни Топин            | 3:30         |
| 3. | «The Woman I’m Supposed to Be» | Клифф Уэйд                         | 3:10         |
| 4. | «Viva La Money»                | Алан Туссен                        | 3:14         |
| 5. | «Funny How Time Slips Away»    | Вилли Нельсон                      | 4:08         |
| 6. | «Earthquake & Hurricane»       | Вилли Диксон                       | 2:30         |

| №  | Название                                  | Автор(ы)                | Длительность |
| -- | ----------------------------------------- | ----------------------- | ------------ |
| 1. | «Root, Toot Undisputable Rock ’n’ Roller» | Гэри Джексон            | 4:29         |
| 2. | «Fire Down Below»                         | Боб Сигер               | 3:13         |
| 3. | «Sometimes When We Touch»                 | Дэн Хилл, Барри Манн    | 3:54         |
| 4. | «A Woman in a Man’s World»                | Хэл Дэвид, Арчи Джордан | 2:41         |
| 5. | «The Night Time Is the Right Time»        | Лерой Карр              | 6:21         |